# Tony Orlando & Dawn

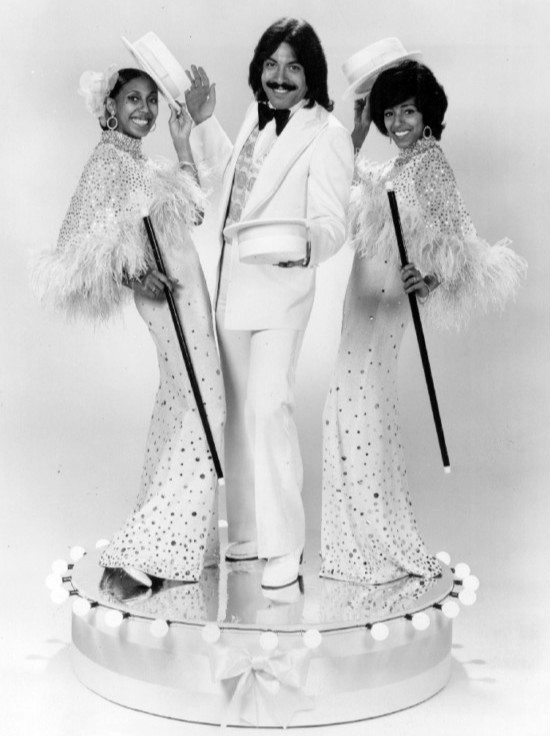
Tony Orlando & Dawn in 1974

Tony Orlando and Dawn was een Amerikaanse popgroep uit de jaren zeventig. Van origine heette de groep simpelweg Dawn, maar toen bleek dat er al meerdere bands met die naam waren, werd de naam gewijzigd in Dawn, featuring Tony Orlando.

## Geschiedenis
De groep ontstond in 1970 toen Tony Orlando het liedje Candida ontdekte. Orlando had in de jaren zestig als coverzanger enkele Top-40 hits gehad, maar was inmiddels gestopt met zingen. Het nummer Candida werd door hem ingezongen, maar hij bracht het uit onder de artiestennaam Dawn zodat, als het zou floppen, hij niet met het nummer zou worden geassocieerd. Het achtergrondkoor werd gevormd door Sharon Greane, Jay Siegel en Toni Wine (die het nummer mede had geschreven). 
Het nummer Candida bereikte een derde plaats in de Billboard Hot 100 en Orlando besloot zijn zangcarrière weer op te pakken. De bandnaam werd vastgesteld op Dawn, featuring Tony Orlando. In 1971 had de groep een nummer 1-hit met Knock three times, maar met zangpartners Telma Hopkins en Joyce Vincent Wilson had de groep in 1973 haar grootste hit: Tie a Yellow Ribbon Round the Ole Oak Tree.  Een andere hit was Who's in the strawberry patch with Sally uit 1974.
In 1974 kreeg de groep ook een televisieprogramma, als opvolger van The Sonny and Cher Comedy Hour, dat tot 1976 zou worden uitgezonden. Onder de nieuwe naam Tony Orlando and Dawn had de groep in de jaren zeventig nog een aantal hits en in 1991 kwam nog éénmaal een single uit: With Ev'ry Yellow Ribbon (That's Why We Tie 'Em).

## Discografie

### Solo
- 1961: Halfway to Paradise
- 1961: Bless You

### Dawn
- 1970: Candida
- 1971: Knock Three Times

### Dawn featuring Tony Orlando
- 1971: What Are You Doing Sunday
- 1973: Tie a Yellow Ribbon Round the Ole Oak Tree
- 1973: Say, Has Anybody Seen My Sweet Gypsy Rose

### Tony Orlando & Dawn
- 1974: Who's in the Strawberry Patch with Sally
- 1974: Steppin' Out (Gonna Boogie Tonight)
- 1975: Look in My Eyes Pretty Woman
- 1975: He Don't Love You (Like I Love You)
- 1975: Mornin' Beautiful
- 1976: Cupid

## NPO Radio 2 Top 2000
| Nummer met noteringen in de NPO Radio 2 Top 2000 | '99  | '00  | '01  |
| ------------------------------------------------ | ---- | ---- | ---- |
| Tie a Yellow Ribbon Round the Ole Oak Tree       | 1229 | 1806 | 1372 |

1. ↑  Een vetgedrukt getal geeft de hoogste notering aan.
2. ↑  Deze tabel is bijgewerkt tot en met de laatste editie (2024).